# Shabaana Khader
Pour les articles homonymes, voir Khader.
Shabaana A. Khader est une microbiologiste indo-américaine qui est professeure Bernard et Betty Roizman de microbiologie à l'université de Chicago. Elle est également directrice du Département de microbiologie. Dans le but de concevoir de nouveaux vaccins et stratégies thérapeutiques, Khader étudie les interactions hôte-pathogène dans les maladies infectieuses.

## Enfance et éducation
Khader grandit en Inde. Elle fréquente l'université Bharathidasan (en), où elle obtient un diplôme de premier cycle en zoologie en 1995. Elle obtient un diplôme de premier cycle en génétique biomédicale à l'université de Madras. Elle est doctorante en biotechnologie à l'université Madurai Kamaraj (en). Ses recherches portent sur les interactions hôte-pathogène au cours de la lèpre, une maladie causée par des mycobactéries. Après avoir obtenu son doctorat en 2004, elle effectue un stage postdoctoral à l'Institut Trudeau (en), où elle travaille sur les réponses immunitaires de l'hôte dans la tuberculose. Chez Trudeau, Khader démontre que la cytokine interleukine-17 joue un rôle essentiel dans l’immunité induite par le vaccin contre la tuberculose, une maladie infectieuse. Elle étudie et décrit le rôle que jouent les cytokines de l’interleukine 12 (IL-12) dans l’infection tuberculeuse.

## Recherche et carrière
Khader rejoint l'Université de Pittsburgh en 2007 et étudie Mycobacterium tuberculosis et francisella tularensis ainsi que le rôle des cytokines dans l'immunité. Khader transfère son équipe de recherche à l'Université Washington à Saint-Louis en 2013..En 2022, Khader déménage à l'Université de Chicago et elle est nommée directrice du département de microbiologie. 
Les recherches de Khader portent sur les interactions complexes hôte-pathogène qui ont lieu dans les maladies infectieuses. Dans ces interactions, la bactérie peut échapper au granulome et se propager en tant qu'organisme pathogène dans tout l'hôte. Elle cherche à éclairer la conception de nouveaux tests de diagnostic et de nouveaux vaccins.

## Récompenses et honneurs
Elle est membre élue de la Société américaine de microbiologie en 2021.
En 2021 elle est lauréate du Programme de leadership exécutif en médecine universitaire.

## Publications (sélection)
- (en) Shabaana A Khader, Guy K Bell, John Pearl, Jeffrey J Fountain, Javier Rangel-Moreno, Garth E Cilley, Fang Shen, Sheri M Eaton, Sarah L Gaffen, Susan L Swain, Richard M Locksley, Laura Haynes, Troy D Randall et Andrea M. Cooper, « IL-23 and IL-17 in the establishment of protective pulmonary CD4+ T cell responses after vaccination and during Mycobacterium tuberculosis challenge », Nature Immunology, États-Unis, NPG, vol. 8, no 4,‎ 11 mars 2007, p. 369-377 (ISSN 1529-2908 et 1529-2916, OCLC 909622446, PMID 17351619, DOI 10.1038/NI1449).
- (en) Vicky Lampropoulou, Alexey Sergushichev, Monika Bambouskova, Sharmila Nair, Emma E Vincent, Ekaterina Loginicheva, Luisa Cervantes-Barragan, Xiucui Ma, Stanley Ching-Cheng Huang, Takla Griss, Carla J Weinheimer, Shabaana Khader, Gwendalyn J Randolph, Edward J Pearce, Russell G Jones, Abhinav Diwan, Michael S Diamond et Maxim N Artyomov, « Itaconate Links Inhibition of Succinate Dehydrogenase with Macrophage Metabolic Remodeling and Regulation of Inflammation », Cell Metabolism, Cell Press et Elsevier, vol. 24, no 1,‎ 28 juin 2016, p. 158-166 (ISSN 1550-4131 et 1932-7420, PMID 27374498, PMCID 5108454, DOI 10.1016/J.CMET.2016.06.004).
- (en) S A Khader, S L Gaffen et J K Kolls, « Th17 cells at the crossroads of innate and adaptive immunity against infectious diseases at the mucosa », Mucosal Immunology, NPG, vol. 2, no 5,‎ 8 juillet 2009, p. 403-411 (ISSN 1933-0219 et 1935-3456, PMID 19587639, PMCID 2811522, DOI 10.1038/MI.2009.100).